# Врис, Адриан де
Адриан де Врис (нидерл. Adriaen de Vries; 1545, Гаага — 15 декабря 1626, Прага) — голландский скульптор и живописец. Один из крупнейших мастеров северного маньеризма, работал далеко за пределами родины, в частности, в Праге при дворе императора Священной Римской империи Рудольфа II.

## Биография
Адриан де Врис родился в Гааге в аристократической семье. Его отец был аптекарем и занимал несколько важных гражданских должностей в городе. Раннее образование Адриана неясно; возможно, он проходил обучение у Виллема Даниелса ван Тетроде, известного в Италии как Гульельмо Фьямминго («Фламандец»), ученика Бенвенуто Челлини, вернувшегося из Италии в Нидерланды. По иной версии, он был учеником ювелира, своего зятя Симона Адриенса Роттермонта. Обе возможности объясняют виртуозную технику литья из бронзы и изысканную отделку скульптур, характерные для творчества Адриана.
В начале 1580-х годов Адриан де Врис приехал в Италию и работал в мастерской флорентийского скульптора Джованни да Болонья, который был также родом из Нидерландов. Затем, после краткого пребывания в Риме и обучения у скульптора Помпео Леони в Милане, Адриан в 1588 году недолго работал придворным скульптором герцога Карла Эмануэла I Савойского в Турине.
В 1589—1594 годах впервые работал в Праге, изготавливая бюсты и рельефы для императора Рудольфа II. Эти скульптуры теперь хранятся в Музее истории искусств в Вене и в Музее Виктории и Альберта в Лондоне. Скульптор покинул Прагу в 1594 году и отправился в Рим. По возвращении через Германию в 1596 году он выполнил два фонтана для города Аугсбурга: фонтаны «Меркурий и Геркулес» и «Гидра», которые до настоящего времени находятся на Максимилианштрассе.
В 1601 году де Врис вернулся в Прагу, где Рудольф сделал его «камерным скульптором» (Kammerbildhauer), то есть придворным художником. Он оставался в Праге после смерти Рудольфа в 1612 году, хотя императорский двор вернулся в Вену, до своей собственной смерти в Праге в 1626 году. В Праге скульптор создал известный бюст императора (1603), отливал из бронзы малоформатные статуэтки для пражской кунсткамеры.
В этот поздний период скульптор нашёл нового покровителя в лице принца Карла Лихтенштейна и получил заказы на скульптуры от нескольких немецких монархов, например, от Эрнста Шаумбургского, а также от короля Дании и Норвегии Кристиана IV, полководца Альбрехта Валленштейна и других. В 1603 году де Врис отлил бронзовую статую Христа для церкви в Жоравине близ Бреслау (ныне — в Народном музее в Варшаве).

## Галерея

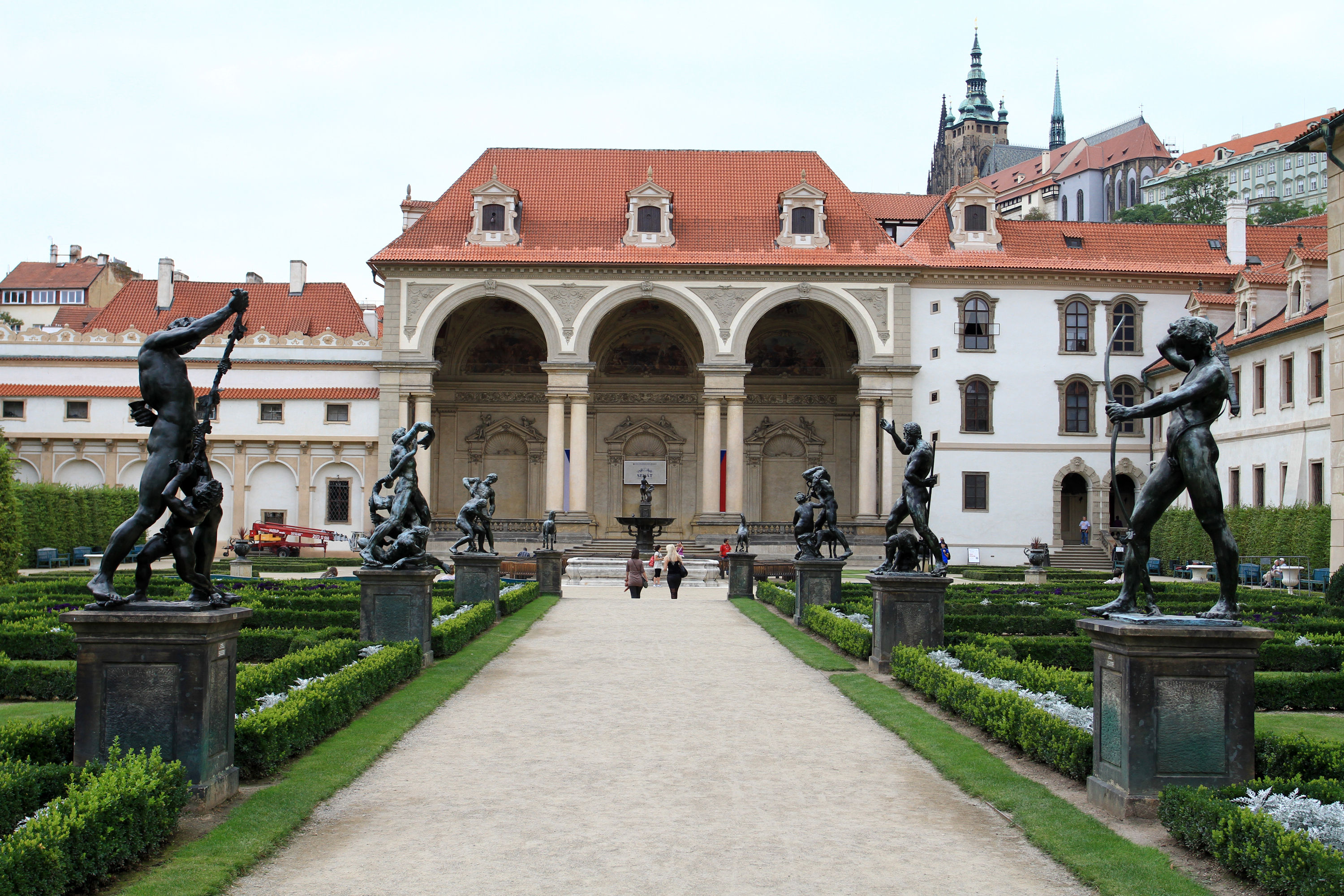
Вальдштейнский дворец. Прага. Скульптурные группы А. де Вриса (копии, оригиналы вывезены из Праги шведскими интервентами, установлены в парке Дротнингхольма)
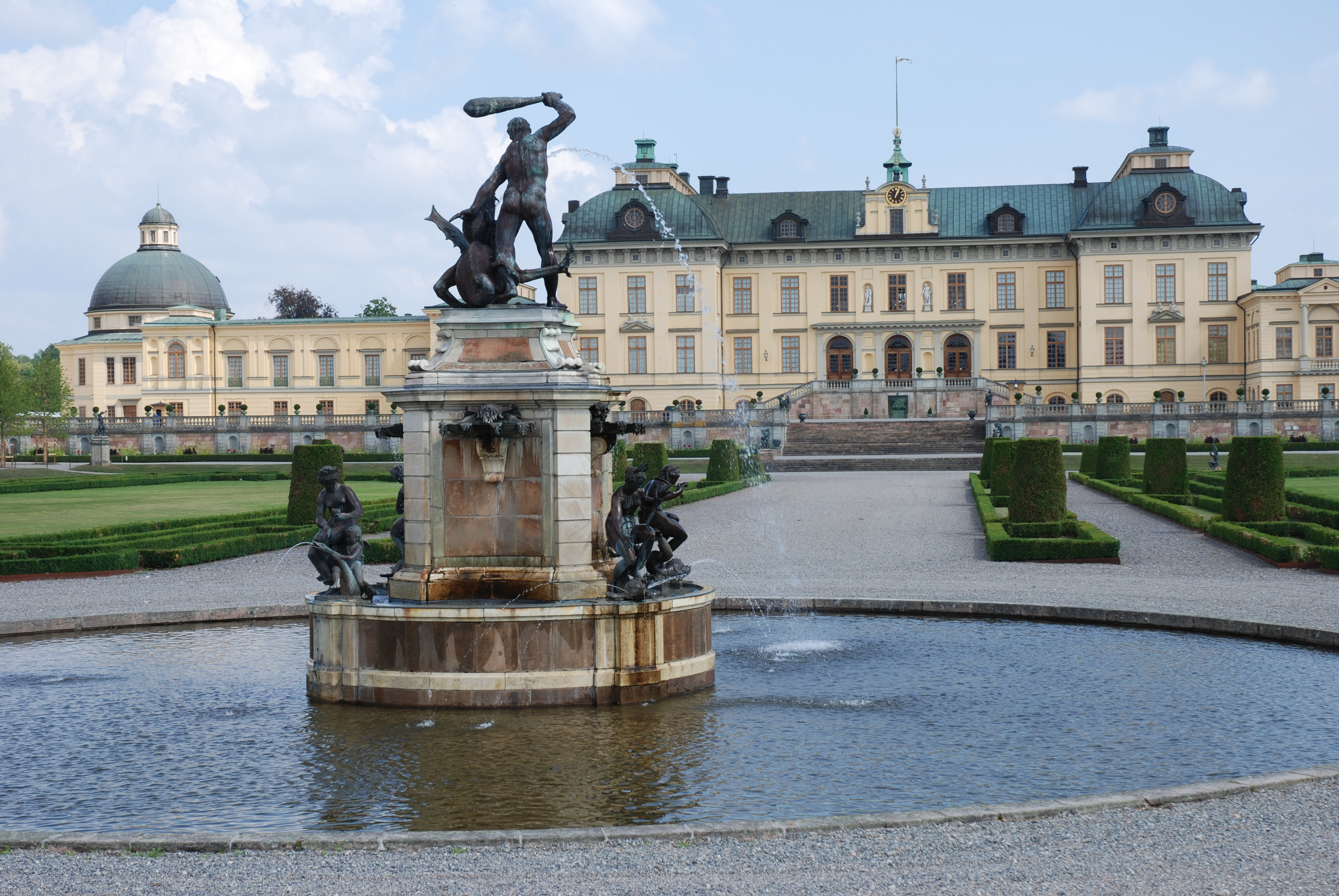
Фонтан «Геркулес». Архитектор Н. Тессин Младший. Скульптура А. де Фриса «Геркулес сражается с драконом». Дротнингхольм, Швеция
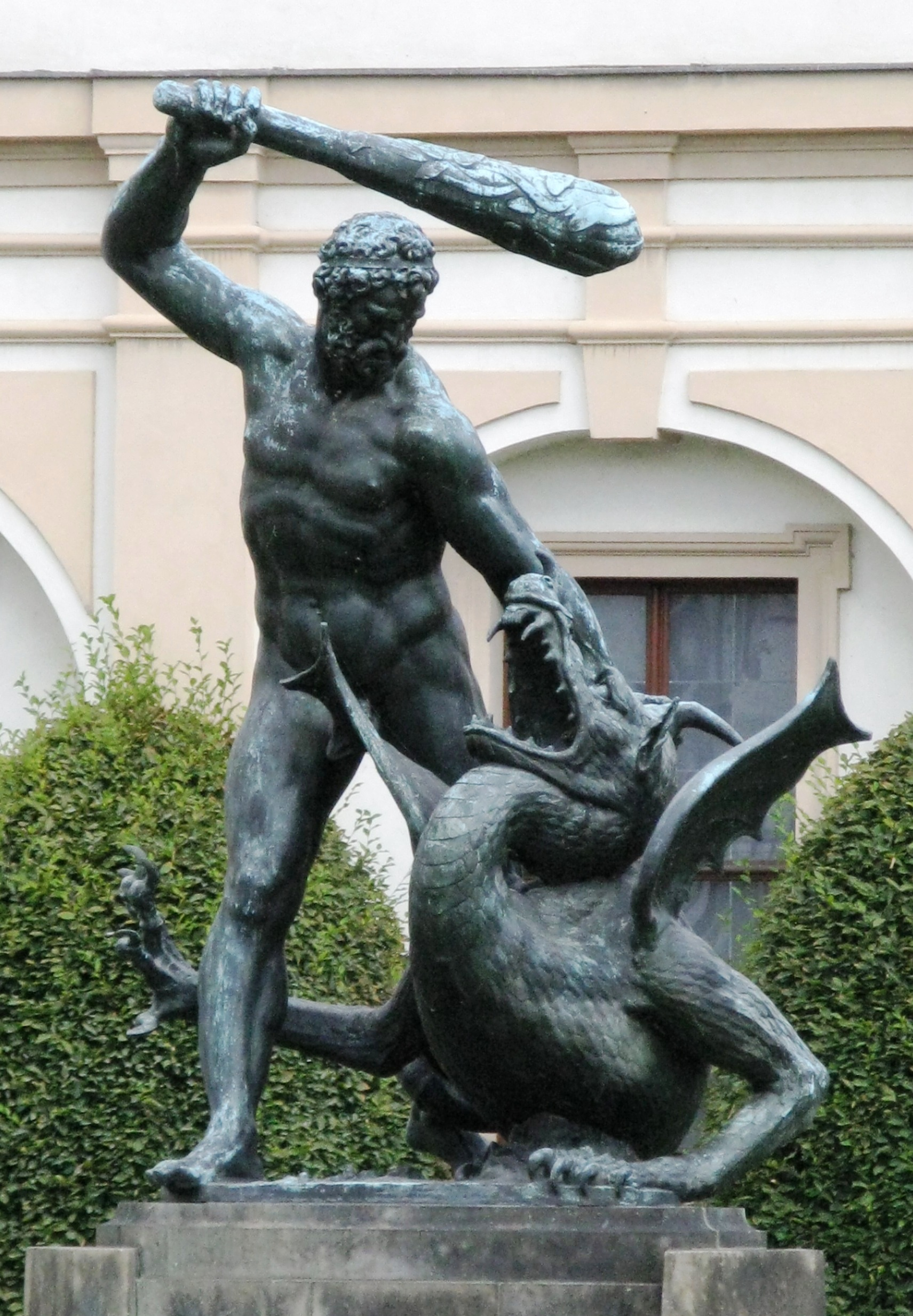
Геркулес сражается с драконом
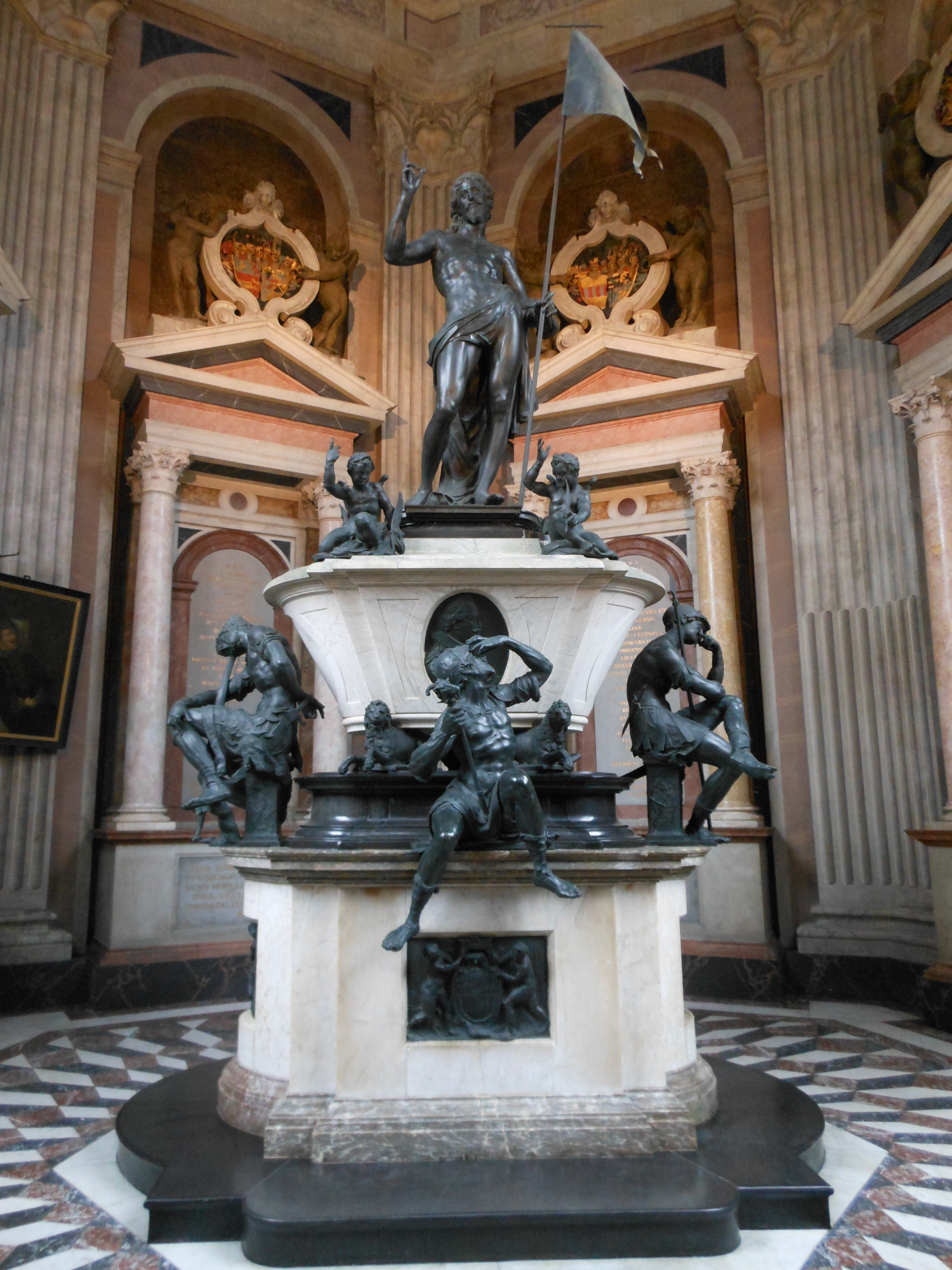
Мавзолей принца Штадтхагена. Надгробие принца Эрнста. Штадтхаген, Шаумбург, Нижняя Саксония
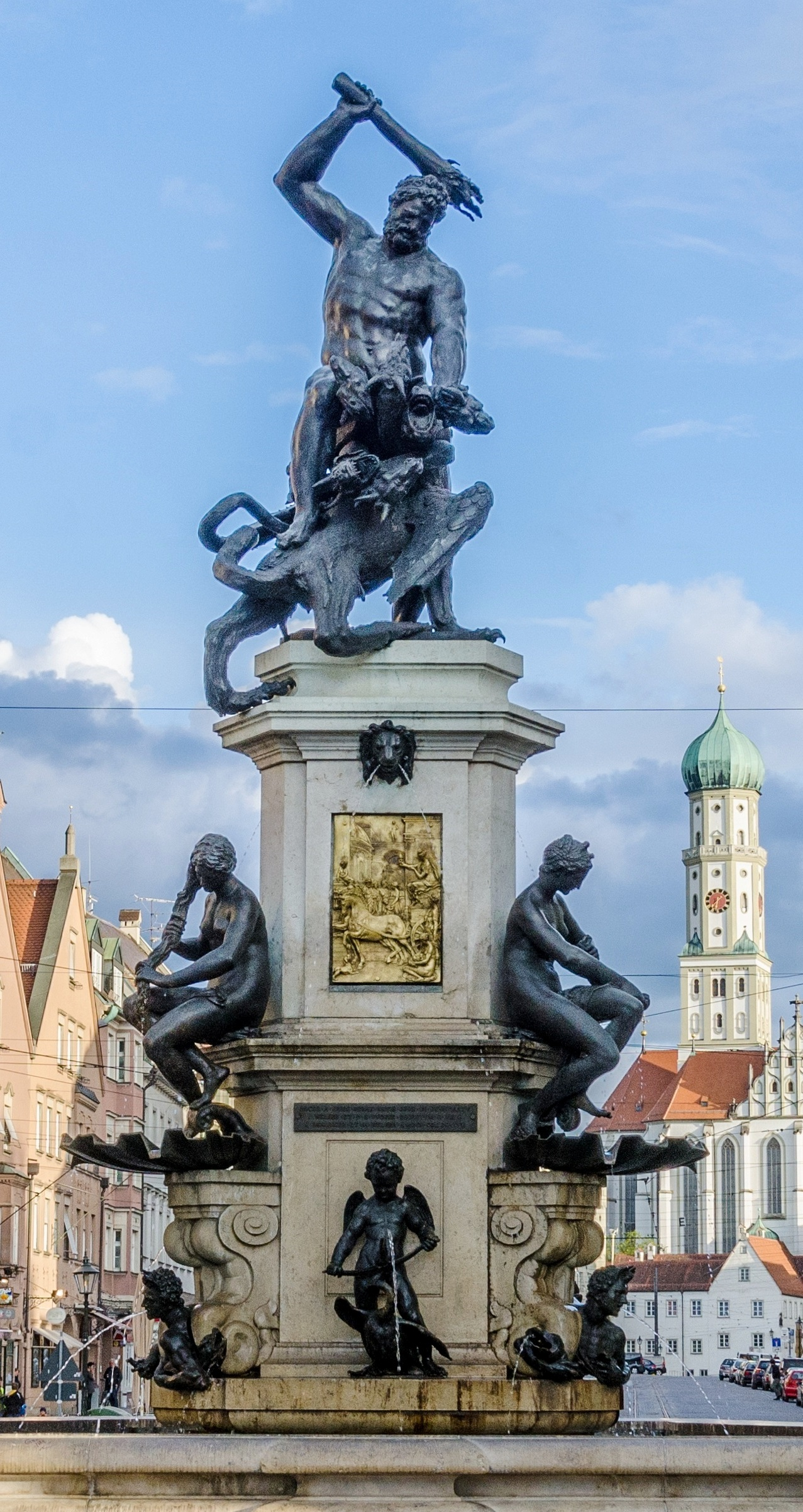
Фонтан Геркулеса. Аугсбург
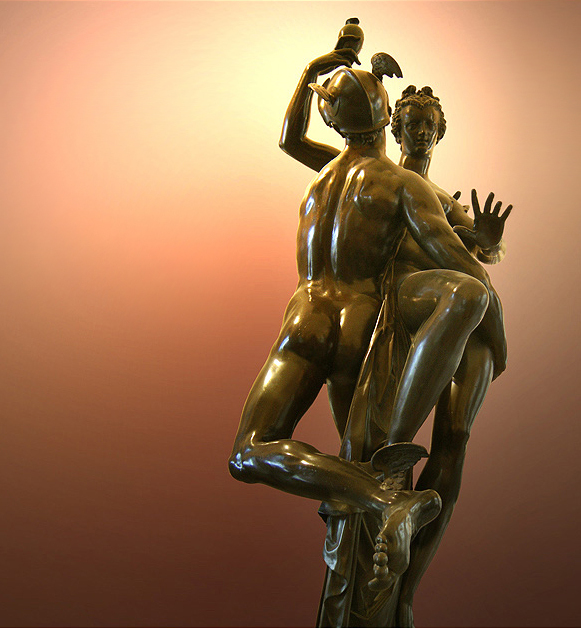
Меркурий и Психея. 1593. Бронза. Лувр, Париж
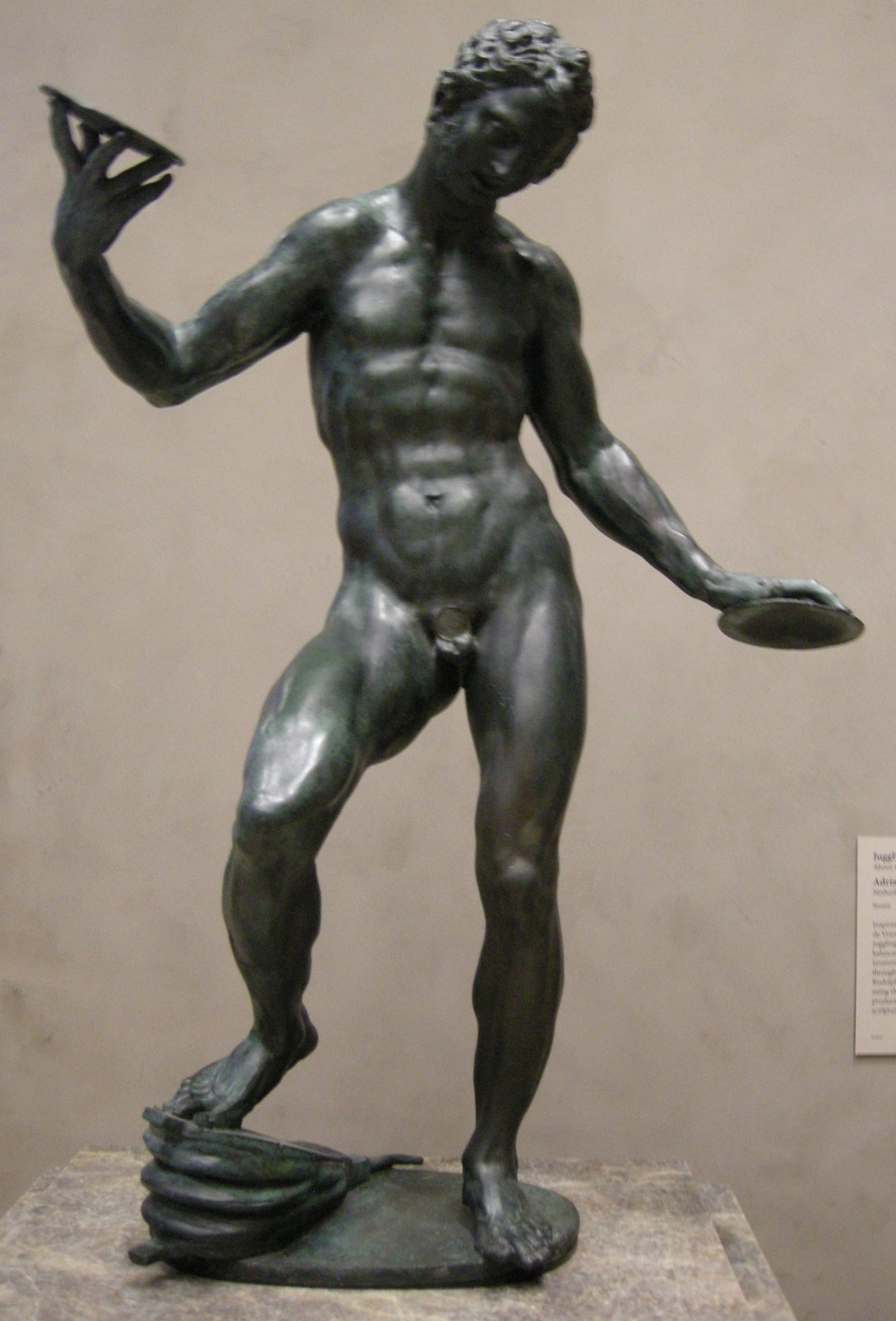
Танцор. 1615
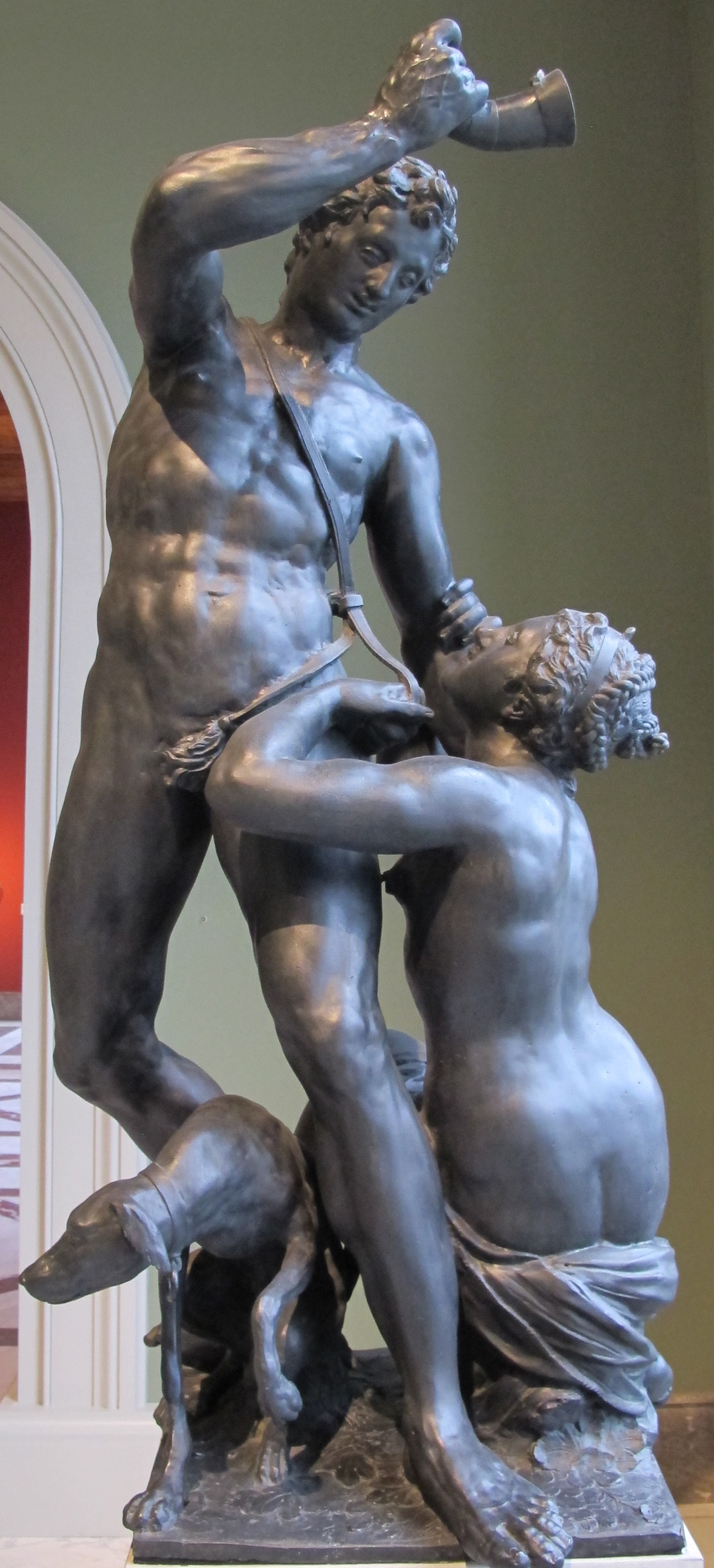
Венера и Адонис. 1620—1621
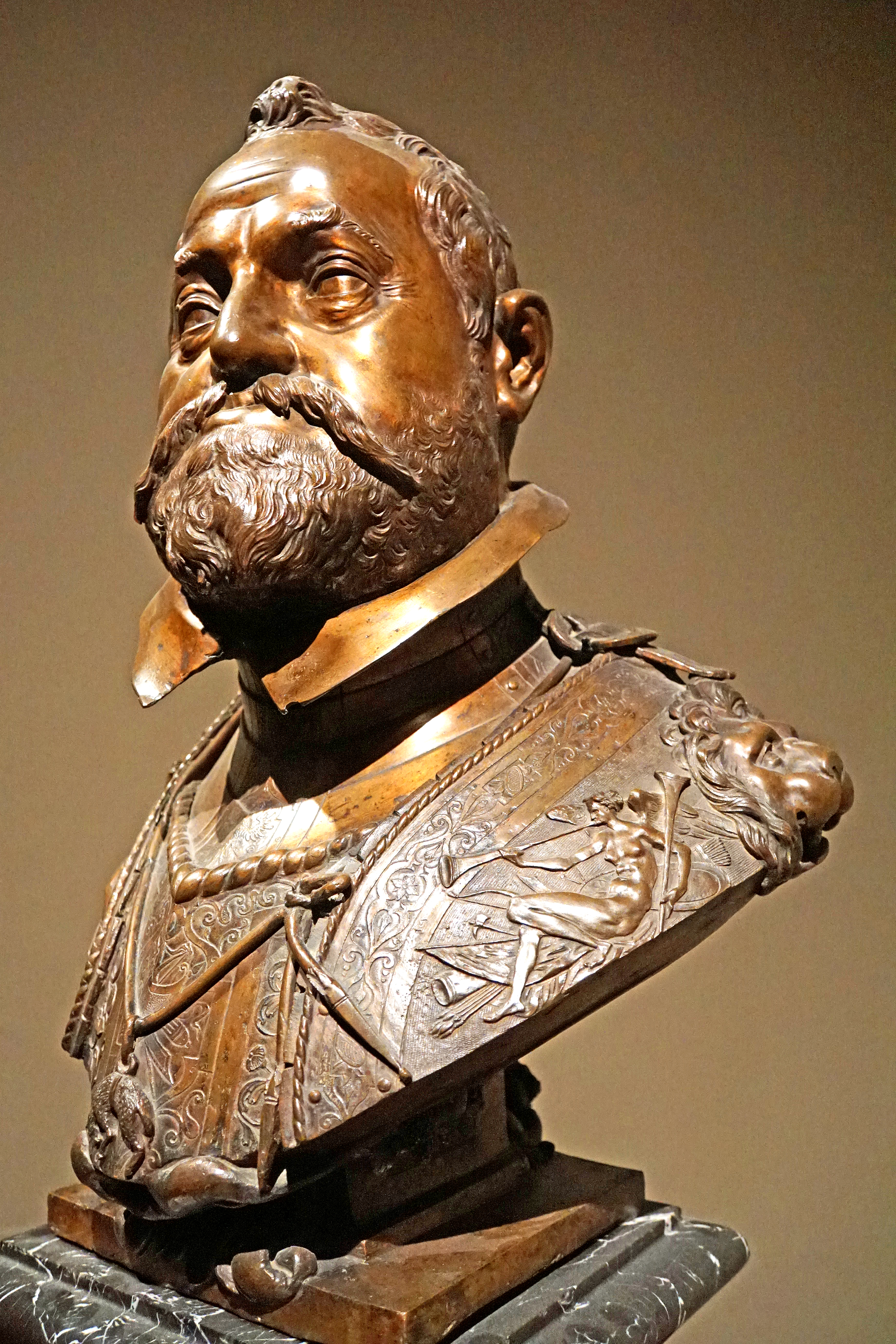
Бюст императора Рудольфа II. 1607. Бронза. Императорская сокровищница, Вена
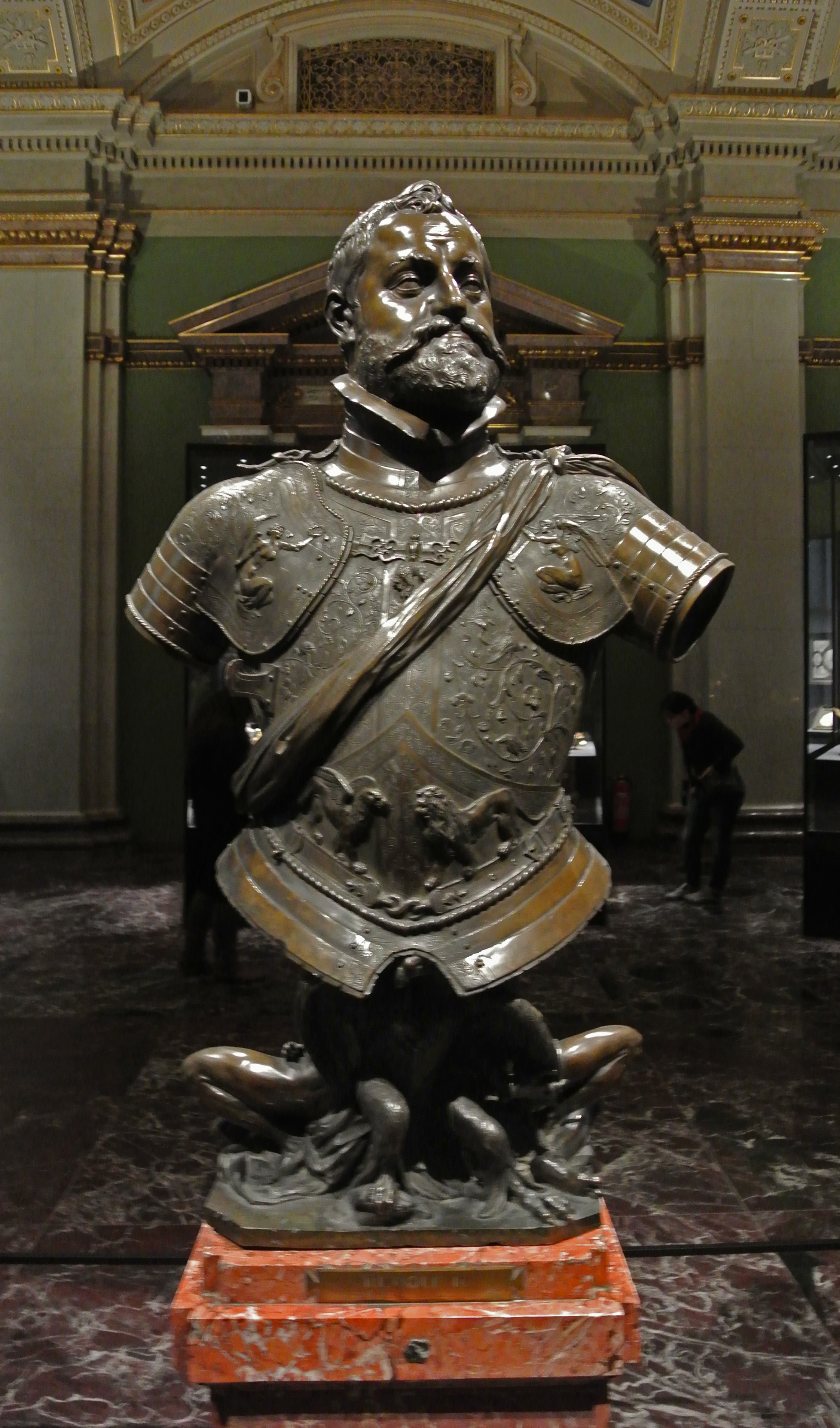
Бюст императора Рудольфа II. 1603. Бронза. Музей истории искусств, Вена
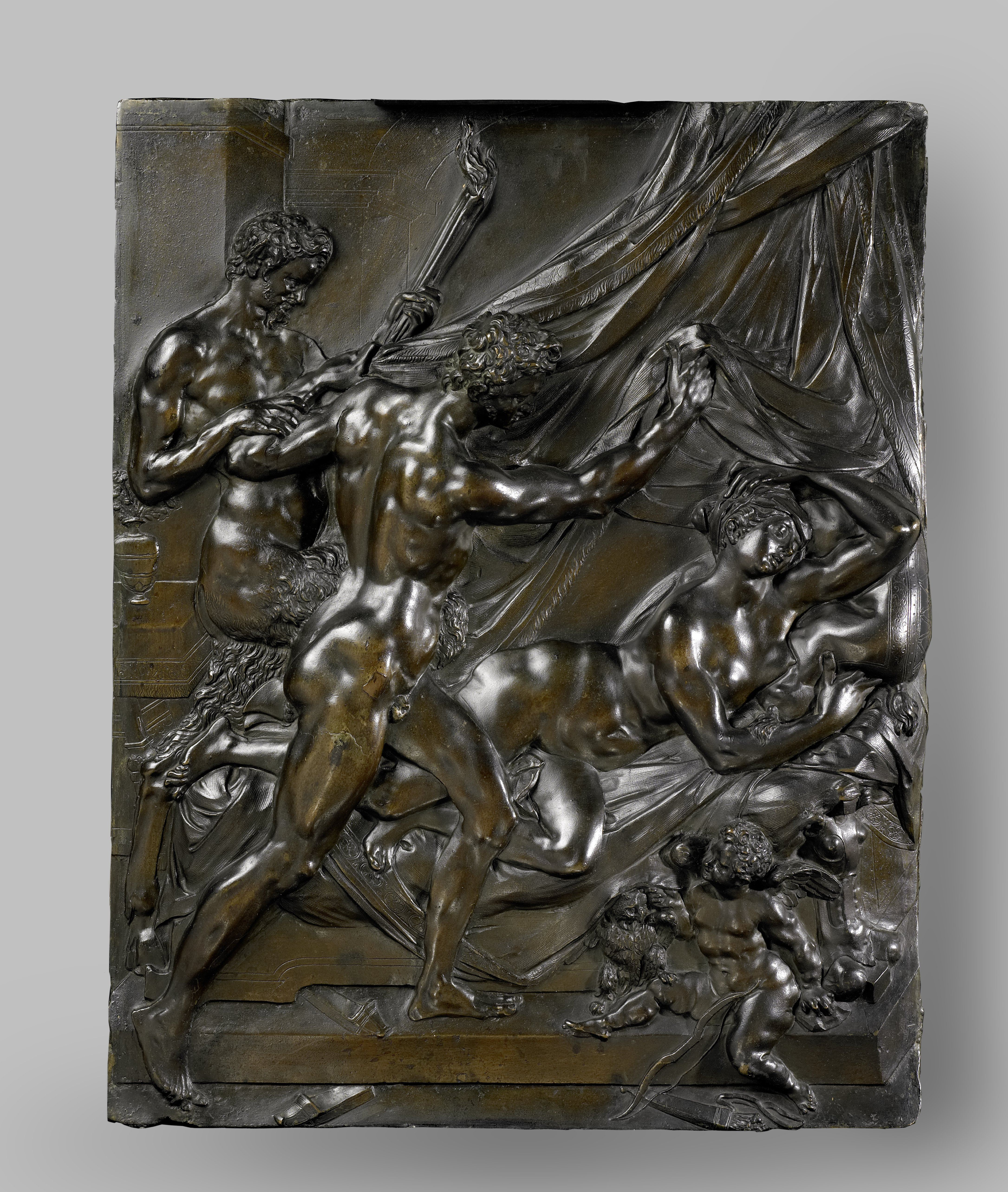
Вакх находит Ариадну на острове Наксос. 1611. Бронза. Рейксмюсеум, Амстердам